# Conor Shaughnessy
Conor Glynn Shaughnessy, född 30 juni 1996 i Galway, är en irländsk fotbollsspelare som spelar för Portsmouth FC. Han har också representerat Irlands ungdomslandslag på flera olika nivåer upp till U21. Han kan spela som central mittfältare och i samtliga försvarspositioner.

## Klubblagskarriär

### Leeds United
Shaughnessy kom till Readings fotbollsakademi 2012, och skrev på sitt första proffskontrakt året därpå, men fick i maj 2016 lämna klubben utan att ha fått någon speltid i a-laget. Den 1 september 2016 skrev han på ett ettårigt kontrakt med Leeds United. I maj 2017 utnyttjade klubben en option att förlänga kontraktet med ett ytterligare år.
Den 6 augusti 2017 gjorde Shaughnessy sin proffsdebut med ett inhopp mot Bolton Wanderers, efter att Matthew Pennington ådragit sig en skada. Han gjorde sin första match från start i en ligacupseger mot Port Vale (seger med 4-1) tre dagar senare, och sin första seriestart mot Fulham (0-0) veckan därpå. Den 21 september 2017 skrev han på en kontraktsförlängning fram till 2021.
Shaughnessy hann med att spela 14 matcher i olika tävlingar under säsongen 2017/2018 fram till den 30 januari 2018, då han bars ut från planen endast fem minuter in i en seriematch mot Hull City. Klubben tillkännagav att spelaren skadat ankeln, vilket kunde kräva operation och en längre tids frånvaro. Han kom inte att spela mer under säsongen.
Den 14 augusti 2018 återvände Shaughnessy för första gången till matchtruppen efter skadan, då som oanvänd avbytare i en ligacupseger med 2-1 mot Bolton Wanderers. Den 28 augusti startade han i ligacupen mot Preston North End, men byttes ut i halvtid vid underläge 0–2 och spelade därefter inte mer för seniorlaget under säsongen 2018/2019.

#### Hearts (lån)
Den 7 januari 2019 lånades Shaughnessy ut till skotska Premier League-klubben Hearts för resten av säsongen 2018/2019. Han spelade tio seriematcher, samtliga från start, och en match i skotska FA-cupen.

#### Mansfield Town (lån)
Shaughnessy spelade inte för Leeds United under försäsongen 2019, och den 2 september lånades han ut till League Two-klubben Mansfield Town för hela säsongen. Han spelade 19 matcher i samtliga tävlingar innan han den 8 januari 2020 återkallades till Leeds i förtid.

#### Burton Albion (lån)
Den 10 januari 2020 bekräftade Burton Albions manager Nigel Clough att Shaughnessy skulle skriva på ett lånekontrakt med klubben. Den 13 januari blev avtalet klart och Shaughnessy gick till Burton för resten av säsongen, med köpoption.

### Rochdale
Den 1 februari 2021 värvades Shaughnessy av Rochdale, där han skrev på ett 1,5-årskontrakt.

### Burton Albion
Den 24 juni 2021 återvände Shaughnessy till Burton Albion, där han skrev på ett tvåårskontrakt.

## Landslagskarriär
Shaughnessy har representerat Irlands ungdomslandslag på flera olika nivåer, från U15 upp till U21.